# Lopezia conjugens
Lopezia conjugens är en dunörtsväxtart som beskrevs av T. S. Brandegee. Lopezia conjugens ingår i släktet enmansblommor, och familjen dunörtsväxter. Inga underarter finns listade i Catalogue of Life.